# Махмуд Долатабади

Махмуд Долатабади (персијски: محمود دولت‌آبادی‎‎) (рођен 1. августа 1940. у Долатабаду, Сабзевар) је ирански писац и глумац, познат по промовисању социјалне и уметничке слободе у модерном Ирану и описима руралног живота, посматраним из личног искуства.

## Биографија
Махмуд Долатабади је рођен у сиромашној породици обућара у Долатабаду, забаченом селу у Сабзевару, северозападном делу провинције Хорасан, Иран. Радио је као пољопривредник и похађао основну школу Мас'уд Салман. Књиге су биле откровење за младог човека. Он је „прочитао све романе [доступне] ... на селу“. Он је „читао на крову куће уз помоћ лампе ... на тај начин је прочитао Рат и мир“ док је живео у Техерану. Иако је његов отац имао мало формалног образовања, он је упознао Долатабадија са персијским класичним песницима као што су Сади Ширази, Хафез и Фирдуси. Његов отац је углавном говорио на језику великих песника.
Нахид Мозафари, који је уредио "П.Е.Н." антологију иранске књижевности, рекла је да Долатабади „има невероватно памћење фолклора, што вероватно долази из времена док је глумио или из његовог порекла, као неко ко није имао формално образовање и учио ствари меморисањем локалне поезије и слушањем локалних прича.“
Као тинејџер, Долатабади је започео трговину као и његов отац. Отворио је берберницу. Једног поподнева, било му је бескрајно досадно. Затворио је радњу, дао кључеве дечаку и рекао му да каже оцу: „Махмуд је отишао“. Нашао је превоз за Мешхед, где је радио годину дана пре него што је прешао у Техеран да настави да се бави позориштем. Долатабади је тамо радио годину дана пре него што је похађао драмску наставу. Када је то завршио, достигао је врх у професији, али даље радећи на многим другим пословима. Био је глумац, и ципелар, брица, сервисер за бицикле, улични телал, радник у фабрици памука и цепач биоскопских карата. Отприлике у то време бавио се новинарством, писањем фантастике и писањем сценарија. У једном интервјуу је изјавио „кад год бих завршио какав посао а не био забринут да нађем нешто за јело и тако редом сео бих и само писао, писао“. 
Изводио је Брехта (нпр. Визије Симоне Мачард), Артура Милера (нпр. Поглед са моста) и Бахрама Бејзаија (нпр. Марионете). Ухапшен је од стране "Савака", тајне шахове полиције, 1974. године. Долатабадијеви романи су такође привукли пажњу локалне полиције. Када је упитао у чему је његов преступ, рекли су му: „Ништа, али изгледа да сви које смо ухапсили имају копије твојих романа, што те чини сумњивим да си револуционар“. Провео је у затвору две године.
При крају свог тамновања, Долатабади је рекао: „Прича Несталог Солуча ми је дошла одједном, и написао сам читав дело из главе“. Долатабади није могао да пише док је био у затвору. Постао је у затвору „немиран“. Један од затвореника га је упитао: „Био си до сада тако добар и подносио затвор, зашто си сада тако нестрпљив?“ Он је одговорио „моја анксиозност није везана за затвор и све што је дошло с њим, већ за нешто потпуно друго. Морао сам да напишем ову књигу.“ Када је коначно ослобођен, он је написао Нестали Солуч за седамдест ноћи. Касније је то постао његов први роман објављен на енглеском, а који је претходио Пуковнику.

## Дела

### Келидар
Келидар је сага о курдској номадској породици која обухвата десет томова и 3.000 страница. Encyclopædia Iranica хвали његов „херојски, лирски и сензуални“ језик. Прича је изузетно популарна међу Иранцима због „детаљног приказивања политичких и друштвених преокрета“. Долатабади је провео више од једне деценије изграђујући причу. „Провео сам петнаест година у припремама, писао кратке приче, понекад писао радове који су били мало дужи, што је све основа за оно што би постало Келидар“, рекао је.

### Нестали Солуч
У Несталом Солучу сиромашна жена одгаја децу у изолованом селу, пошто је њен супруг, Солуч необјашњиво нестао. Иако је идеја о роману први пут Долатабадију пала на памет у затвору, њено порекло вуче се још из његовог детињства. „Моја мајка је причала о жени у селу чији је муж нестао и оставио је саму. На њој је остао терет одгајања све деце. Пошто није желела да је село сажаљева, она би узела мало јагњеће масти и растопила је, а затим убацила у то шаку траве или нечег сличног у тепсију и ставила у пећницу, тако да би због дима који излази из рерне суседи помислили да је кувала месну чорбу својој деци те ноћи“, рекао је он то у једном интервјуу. Нестали Солуч било је прво његово дело преведено на енглески.

### Жеђ
Жеђ (персијски: Besmel) је роман о иранско-ирачком рату (1980-1988). Написан је из перспективе два ирачка и иранска писца. Оригинални персијски наслов односи се на појам „бесмел“ објашњен у фусноти као: „молитва која се захтева у исламу пре жртвовања било које животиње“. Користи се више пута у тексту, јер ликови сматрају да се односи на њих.

## Утицај
Долатабади се сматра једним од најважнијих писаца у савременом Ирану, нарочито због његове употребе језика. Он подиже рурални говор, користећи богату, лирску традицију персијске поезије. Он „испитује сложености и моралне двосмислености искустава сиромашних и заборављених, мешајући бруталност тог света са лириком персијског језика“, рекао је Камран Растегар, преводилац Долатабадијевог дела. Када је Том Патердејл превео Долатабадијевог Пуковника, избегавао је латиничне енглеске речи у корист англосаксонских, у нади да ће репродуковати ефекат Долатабадијеве „грубе и спремне“ прозе. Већина других иранских писаца долази из чврсте средње класе, са урбаним образовањем. Због свог руралног порекла, Долатабади се издваја као јединствени глас. Он је такође добио похвале на међународном нивоу, а Kirkus Reviews је назвао Пуковника „Захтевном и богато састављеном књигом романописца који се издваја.“ The Independent је описао роман као „страствен“ и истакао: „Време је да сви који су чак и мало заинтересовани за Иран прочитају овај роман.“ The Independent described the novel as "passionate," and emphasized, "It's about time that everyone even remotely interested in Iran read this novel."

## Награде и признања
- 2009 Haus der Kulturen Berlin међународна књижевна награда, ужи избор, Пуковник
- 2011 Књижевна награда „Man Asian“, шири избор Пуковник
- 2012 Хушанг Голшири књижевна награда, Животно достигнуће[8]
- 2013 Јан Мичалски награда за књижевност, добитник, Пуковник[9][10][11]
- 2014 Национални орден Легије части

У августу 2014. године, Иран је издао комеморативну поштанску марку са ликом писца Махмуда Долатабадија.

## Преводи
- У Норвешкој, Нестали Солуч је превед на норвешки Н. Занђанија под насловом Den tomme plassen etter Soluch. Осло, Solum forlag 2008.
- У Швајцарској, Келидар је превео на немачки Сигрид Лотфи, Unionsverlag, 1999.
- У Швајцарској, Пуковник је превео на немачки Бахман Нируманд, Unionsverlag, 2009. Касније је преведен на енглески и италијански језик.
- У Сједињеним Државама, Нестали Солуч је превео на енглески Камран Растегар, 2007.
- У Великој Британији, Пуковника је превео на енглески Том Патердејл, 2012.
- У Великој Британији, Жеђ је преведо на енглески Мартин Е. Вејр, 2014.